# 行走中的拍照

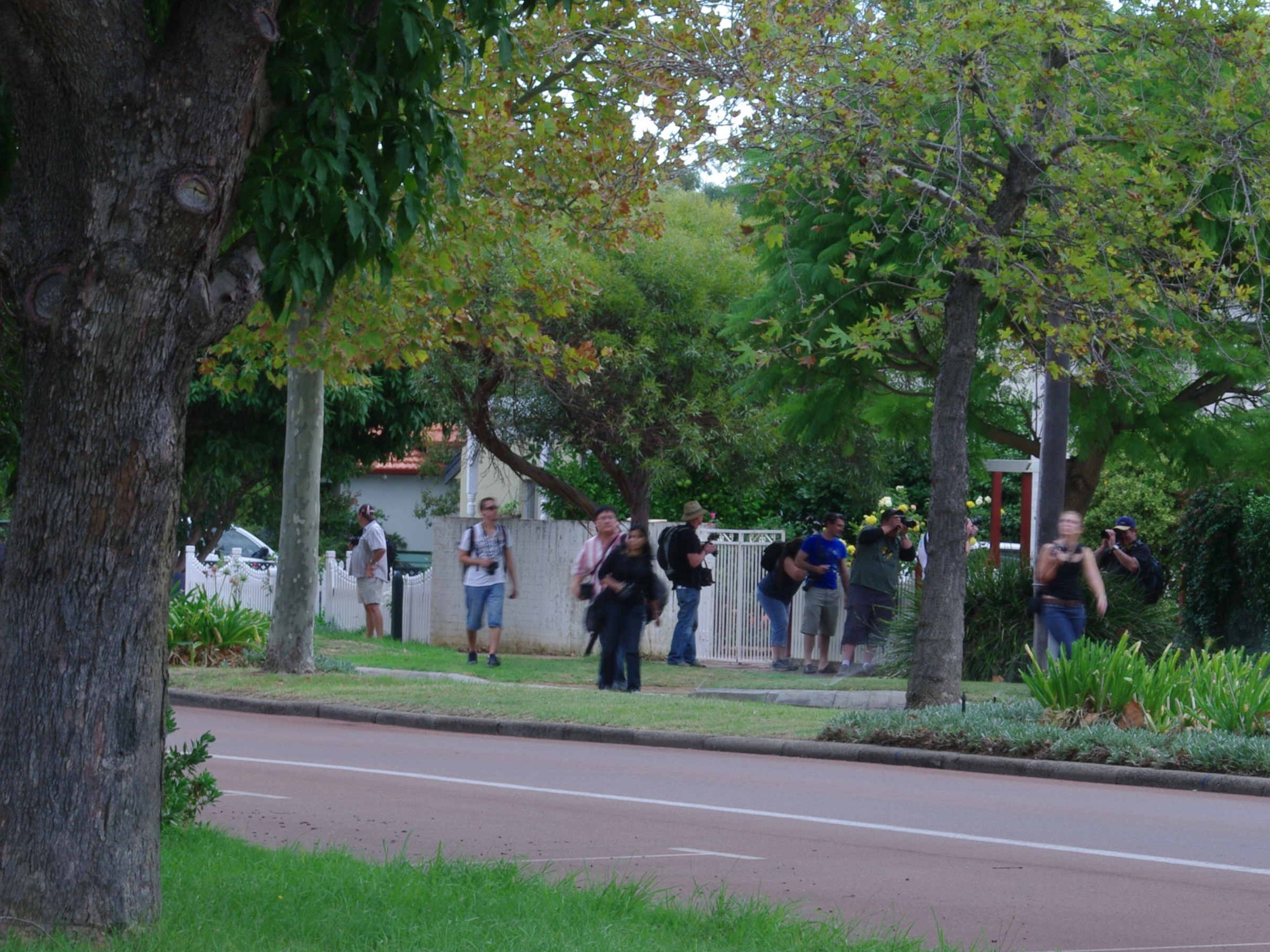
Flickr摄影者在西澳大利亚州珀斯的拍照行走

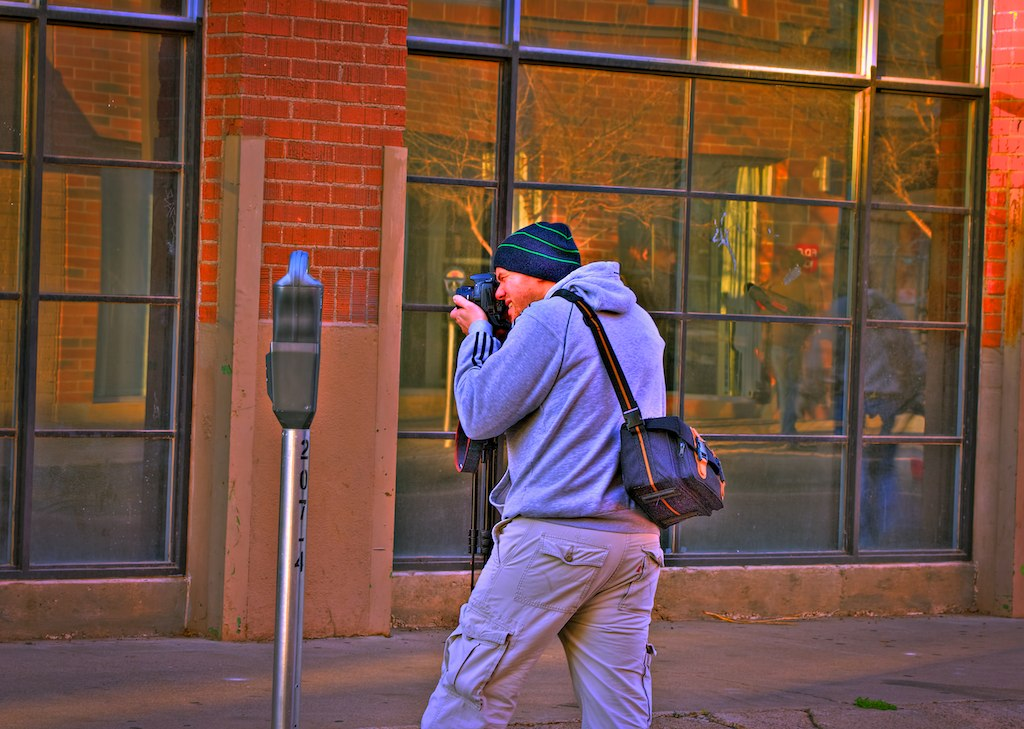
在亚利桑那州菲尼克斯市区的拍照行走者.

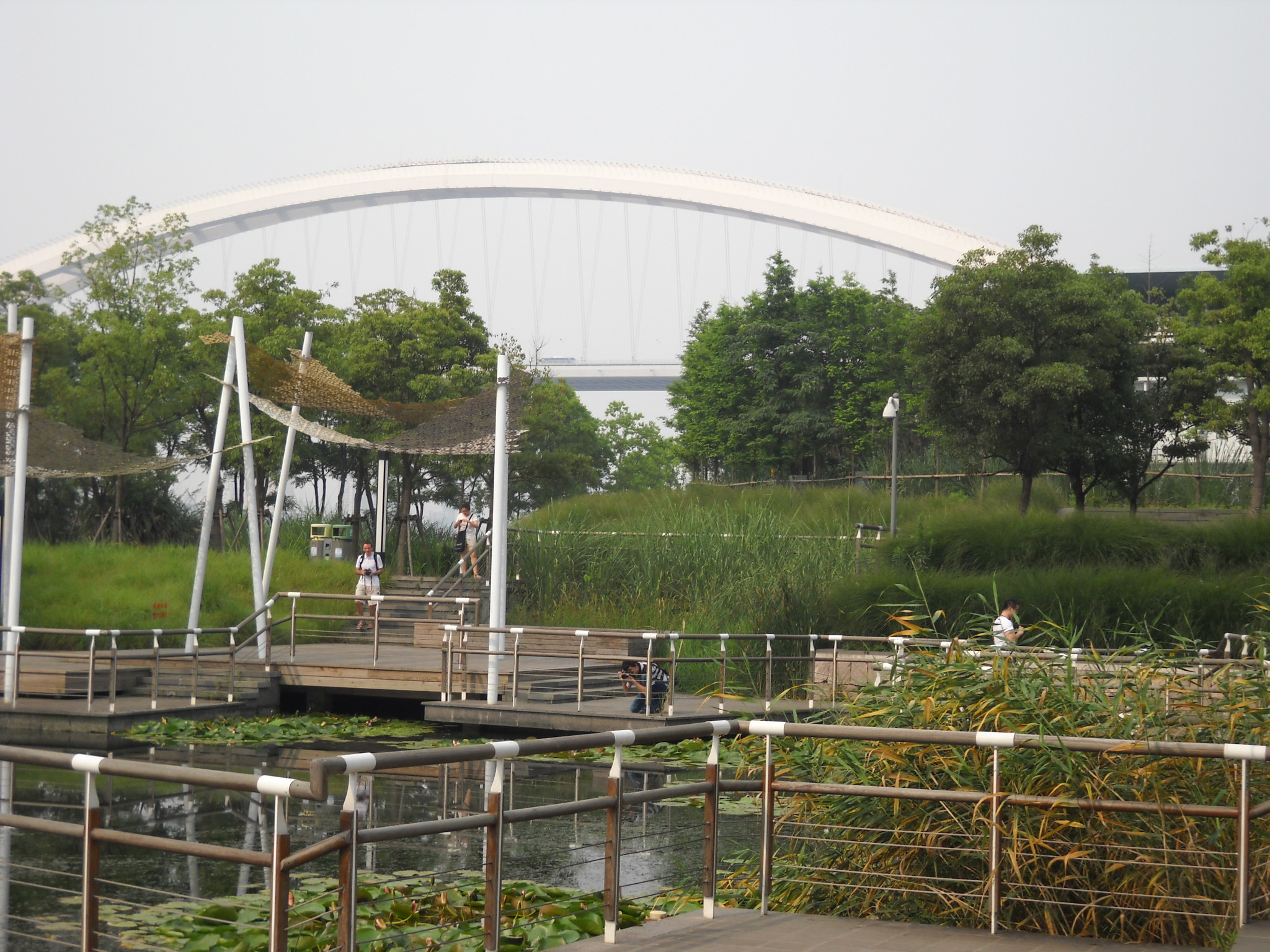
在上海浦东上海世博公园里的拍照行走.

行走中的拍照是在行走中，带上相机，主要目的是照相者可能找到有趣的事情来拍照。
它往往是一个社区活动，由摄影俱乐部，在线社区或者商业组织来举办, 有时是以一个行走游玩的形式组织。往往目的是为了提高个人摄影水准和不断去拍摄并改善，而不是特别侧重于记录式的拍照.
当然照相机不必是一个数码照相机, 实际上 数码照片的低成本和数码照片处理的便捷性和在线照片分享都使得拍照行走成为一个很随意的拍摄方法。 
当涉及到街头摄影时, 拍照行走有别于它的侧重点只是拍摄有趣的事物而不是特别的人物。随着任何拍照行走了几英里或几公里，拍照行走也可以塑身，使得身体健康。